# Politique dans l'Illinois

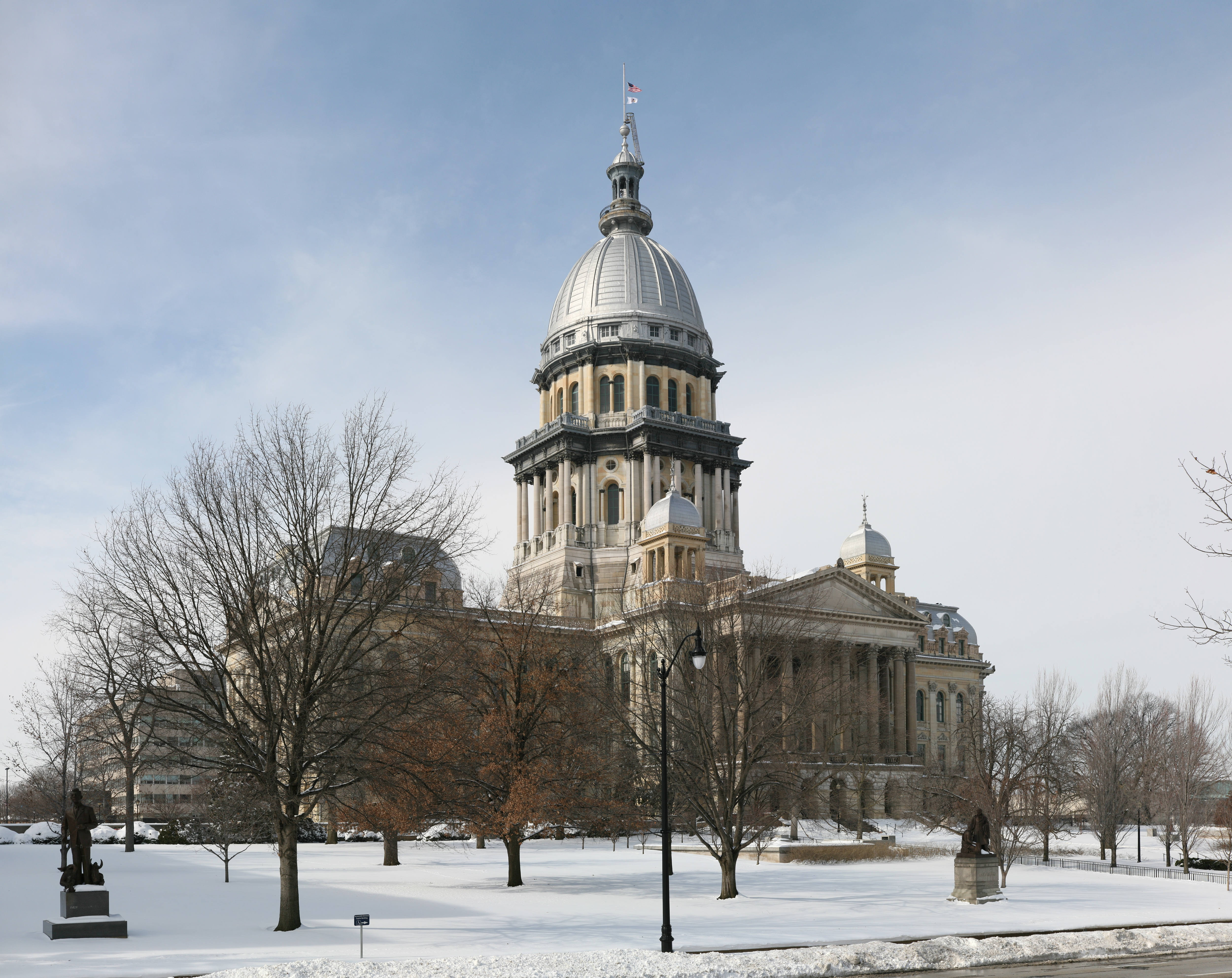
Capitole de l'État de l'Illinois à Springfield (Illinois), 2008

Comme chaque État fédéré des États-Unis d'Amérique, l'Illinois possède sa constitution et est administrée par un gouverneur. C'est une république divisée en trois branches de gouvernement, la branche exécutive comprenant le Gouverneur de l'Illinois et le gouvernement, la branche législative comprenant l'Assemblée et le Sénat, et la branche judiciaire consistant en une Cour Suprême et d'autres cours.

## L'exécutif

### Le gouverneur
Le Gouverneur de l'Illinois le chef de l'exécutif de l'Illinois. Ses responsabilités principales sont de réaliser chaque année un Discours sur l'état de l'État (State of the State) devant la Illinois General Assembly, de présenter le budget, et de s'assurer de l'exécution des lois de l'état. Il a le pouvoir de veto sur les décisions prises par les assemblées (sur l'ensemble d'une loi ou sur un élément particulier), qui peut être néanmoins surpassé par une majorité des deux-tiers de la législature. Le gouverneur est aussi le commandant en chef des forces militaires de l'État, il peut donc appeler la Garde nationale et la Réserve militaire au service actif.
Le Gouverneur de l'Illinois est le chef de l'exécutif de l'État américain de l'Illinois et à la charge de faire appliquer les lois votées par l'Assemblée générale de l'Illinois (Illinois General Assembly, le parlement de l'État).
Il est élu pour un mandat de 4 ans au suffrage universel. L'Illinois est un des 16 États qui n'impose pas de limite du nombre de mandats de gouverneur. Son mandat débute le second lundi de janvier suivant l'élection. Pour pouvoir être élu, il faut être âgé de plus de 25 ans, être citoyen américain et résider en Illinois depuis plus de 3 ans.
Depuis le 29 janvier 2009, Pat Quinn, ancien lieutenant-gouverneur de l'État, occupe le poste de gouverneur après la destitution de Rod Blagojevich par l'Assemblée générale de l'Illinois. Le salaire annuel du gouverneur est de 150,691 $.

### Le Lieutenant Governor
Le Lieutenant Governor est le subordonné du gouverneur. Son rôle principal est de remplacer le gouverneur en cas d'absence, par exemple lorsqu'il n'est pas présent sur le territoire de l'Illinois, de démission ou de décès. Il est élu au cours de la même élection que le gouverneur, sans être élu séparément, formant ainsi un "ticket" avec le gouverneur.

### Autres élus
Les autres élus sont élus en même temps que le Gouverneur pour un mandat de quatre ans.
- L'Illinois Attorney General dirige le Department of Justice.
- L'Illinois Secretary of State qui s'occupe notamment des élections.
- L'Illinois Comptroller est le directeur financier de l'État.
- L'Illinois Treasurer est responsable des finances de l'État: il contrôle ses investissements et siège dans plusieurs commissions.

## Le législatif
Le pouvoir législatif est assuré par l'Assemblée générale de l'Illinois, parlement bicaméral divisé en une chambre (House) composée de 118 membres et d'un sénat (Senate) composé de 59 membres, tous deux dominés par les démocrates actuellement. Les membres du sénat restent en poste pour quatre ans, mais la moitié est renouvelée tous les deux ans; les membres de l'assemblée y demeurent deux ans. Pour la session 2009-2010, les démocrates détenaient la majorité absolue à l'assemblée (70 sur 118) ainsi qu'au sénat (37 sur 59).
Ces chambres (houses) se réunissent dans la capitale Springfield et se prononcent notamment sur le budget de l'État ; il doit être approuvé à la majorité des 2/3. Les deux chambres ont également le pouvoir de destituer le gouverneur de l'État.

## Le judiciaire
L'Illinois dispose d'une cour suprême composée d'un président (Chief Justice) et de six autres juges. Son siège est à Springfield (Illinois).

## Subdivisions
L'État de l'Illinois est divisé en 102 comtés.